# Culoz
Culoz ([kylɔz] o [kylo]) era una comuna francesa situada en el departamento de Ain, de la región de Auvernia-Ródano-Alpes, que el 1 de enero de 2023 pasó a ser una comuna delegada de la comuna nueva de Culoz-Béon al fusionarse con la comuna de Béon.

## Demografía
| 2 317 | 2 412 | 2 523 | 2 630 | 2 639 | 2 622 | 2 914 | 2 986 | 3 020 |
| Para los censos de 1962 a 1999 la población legal corresponde a la población sin duplicidades (Fuente: INSEE [Consultar]) |       |       |       |       |       |       |       |       |